# 가지타니 다카유키
가지타니 다카유키(일본어: 梶谷 隆幸, 1988년 8월 28일 ~ )는 일본의 프로 야구 선수이며, 현재 센트럴 리그인 요미우리 자이언츠의 소속 선수(외야수, 내야수)이다.

## 인물

### 프로 입단 전
마스다시에서 태어나 어린 시절에 마쓰에시로 이사했으며 마쓰에 시립 모치다 초등학교 4학년 때 소년 야구팀에서 포수로서 연식 야구를 시작했다. 마쓰에 시립 제2 중학교에서는 내야수로 전향했고 동아리에서 은퇴한 후에는 클럽 팀에서 자신의 솜씨를 연마했다. 가이세이 고등학교에서는 1학년 여름부터 주전으로 활약, 3학년 여름에는 고시엔 대회에 출전하기도 했다. 연습 경기를 포함한 고교 통산 성적은 145경기에 출전하여 타율 3할 9푼 5리, 10 홈런, 116 타점, 93 도루를 기록했다.
2006년에 열린 고교생 드래프트 회의에서 요코하마 베이스타스로부터 3순위로 지명을 받고 입단, 12월 11일에 열린 입단 기자회견에서 Y자 밸런스를 보여줬다.

### 프로 입단 후

#### 2007년 ~ 2011년
프로 첫 해인 2007년에는 2군에서 52경기에 출전하여 타율은 1할 3푼 6리에 그쳤고 이듬해 2008년에는 2군에서 유격수의 주전으로 자주 기용되는 등 84경기에 출전, 타율 2할 5푼, 19타점, 도루 14개라는 성적을 남겼다. 다음해인 2009년 4월 26일, 프로 첫 출전을 이루면서 22경기에 출전해 프로 데뷔 첫 홈런을 기록했다. 2010년에는 1군에 출전한 경기는 5경기(4타수 무안타)에 불과했지만 2군에서의 출전이 많아지면서 , 쇼난 시렉스의 구단 신기록이 되는 33개의 도루를 기록, 이스턴 리그의 도루왕을 차지했다.
2011년에는 타격 부진으로 인해 1군 출전은 없었고, 2군에서도 도루 개수가 급격하게 줄어드는 등의 성적이 떨어졌다. 그러한 연유로부터 그 해 오프에는 육체 개조에만 전념해 그 성과가 다음 시즌 이후의 비약적인 활약으로 이어졌다.

#### 2012년
구단의 모회사가 DeNA로 변경한 2012년, 그 해부터 감독으로 취임한 나카하타 기요시가 내건 기동력 야구의 방침에 따라 가지타니는 시범 경기 때부터 적극적으로 기용됐다. 같은 해 시범 경기에서는 17경기에 출전해 타율 3할 4푼 7리(센트럴·퍼시픽 12개 구단의 규정 타석을 채운 선수 가운데 6위), 12개 구단 중에서 1위인 13개의 도루라는 좋은 성적을 남겨 1번 타자·유격수로 개막전 선발 출전을 이뤄냈다. 하지만 공식전에서는 시범 경기에서의 활약에 의해 각 구단으로부터 경계를 받은 탓인지 심각한 타격 부진에 시달렸다. 2군행을 경험하면서도 참아내는 등 선발로 계속 기용됐지만 타율은 좀처럼 오르지 않았고 80경기에 출전해 타율은 1할 7푼 9리라는 저조한 성적을 남겼다. 가을에 있은 교육 리그에서는 나카하타 감독으로부터 열혈 지도를 받았다.

#### 2013년
전반기에는 실책이 계속되면서 2군으로 떨어진 적도 있었지만 정규 시즌에서는 77경기에 출전하여 팀내 2위가 되는 16홈런, 7개의 도루를 기록했다. 또 11월에는 중화민국에서 열린 ‘2013 BASEBALL CHALLENGE 일본 vs 중화 타이베이’의 일본 대표로 발탁돼 지명타자나 유격수로서 전체 3경기에 선발로 기용되는 등 7타수 3안타 2타점이라는 성적을 남겼다.

#### 2014년
그 해에는 등번호가 3번으로 변경됐고 정규 시즌에서는 리그 최다인 39개의 도루를 기록하여 도루왕 타이틀을 석권했다.

#### 2020년
시즌 후 요미우리 자이언츠로 FA 이적했다. 등번호는 13.

## 플레이 스타일
50m 달리기에서 5초 7을 주파할 정도의 빠른 발이 주무기이다.

## 에피소드

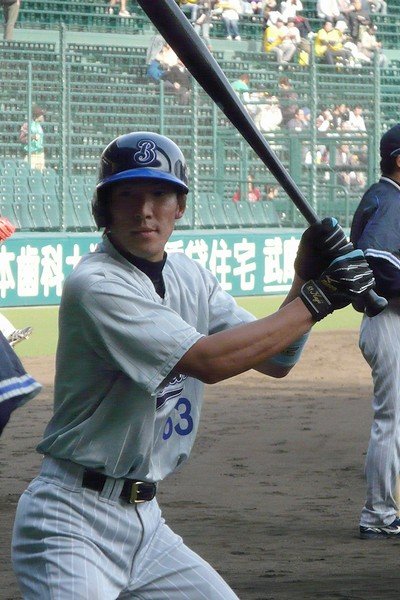
타격 연습 중인 가지타니(2009년 4월 30일, 한신 고시엔 구장)

가이세이 고등학교에서는 야구 추천이 아닌 학업의 특별대우학생으로서 입학했다. 당시 가이세이 고등학교 야구부의 노노무라 나오미치 감독에 의하면 “중학교 때부터 야구부원으로서 스카우트는 하고 있었지만 5교과의 성적이 모두(5단계 평가에서) 4.0이상이었다. 그러니까 가이세이에는 스포츠가 아닌 공부하는 특별대우학생으로 입학해 수업료는 면제받고 있었다”고 말한다. 한편으로 야구의 수비에 대해서는 “고등학교때부터 아무것도 아닌 쉬운 땅볼을 1루를 향해 폭투한다던지 그런 실수는 있었다”고 말했다. 성격에 대해서는 “내가 배팅에 대해서 ‘이런 식으로 하라’고 말을 해도 연습하는 걸 보면 그렇게 하지 않기도 하는 것이 프로에서는 여러 사람의 의견을 들어서 자멸하는 일도 많기 때문에 오히려 잘 됐다”라고 말했다.

### 육체 개조
2011년 시즌 이전의 가지타니는 프로 야구 선수로서는 폭이 좁은 체격으로 속도는 있었지만 파워 부족이 눈에 다 보일 정도였다. 하지만 2011년 오프에서 가네모토 도모아키나 노무라 겐지로를 비롯한 많은 야구 선수들의 육체 개조를 성공시킨 실적을 갖춘 트레이닝 센터 ‘애슬리트’의 멤버로 가입했다. 가입 당시에 체중은 74kg, 제지방 체중은 67.4kg, 체지방률은 9.0%였지만, 오프가 끝난 2012년 봄인 단계에서 체중 80kg, 제지방 체중은 73.6kg으로 끌어올리고 체지방률은 8%로 감소했다. 이 육체의 변화는 ‘애슬리트’가 설립된 이후 역대 최고 기록이었다고 한다. 또 스쿼트는 190kg·벤치 프레스는 110kg을 기록했다. 이것은 체중당 근력으로 환산하면 2.35배·1.35배로 ‘애슬리트’ 역대 최고 수준이었다.
이에 대해 ‘애슬리트’의 대표인 히라오카 요지는 “150명에 육박하는 프로 야구 선수의 지도력 중에서도 최상위에 해당하는 육체였다. 3할·30홈런·30도루의 트리플 쓰리조차 달성 가능한 무한한 가능성을 지닌 육체이다”라고 말했다.

## 상세 정보

### 출신 학교
- 가이세이 고등학교

### 선수 경력
- 요코하마 베이스타스·요코하마 DeNA 베이스타스(2007년 ~ )

### 수상·타이틀 경력
- 도루왕 : 1회(2014년)

### 개인 기록

#### 첫 기록
- 첫 출장 : 2009년 4월 9일, 대 요미우리 자이언츠 3차전(요코하마 스타디움), 9회초에 니시 도시히사를 대신해서 2루수로 출장
- 첫 타석 : 2009년 4월 11일, 대 도쿄 야쿠르트 스왈로스 2차전(요코하마 스타디움), 9회말에 노구치 도시히로의 대타로서 출장, 임창용으로부터 중견수 뜬공
- 첫 선발 출장 : 2009년 4월 26일, 대 도쿄 야쿠르트 스왈로스 5차전(메이지 진구 야구장), 2번·2루수로서 선발 출장
- 첫 안타 : 상동, 4회초에 마쓰오카 겐이치로부터 중전 안타
- 첫 도루 : 상동, 9회초에 2루 안착(투수 : 임창용, 포수 : 아이카와 료지)
- 첫 홈런·첫 타점 : 2009년 4월 30일, 대 한신 타이거스 6차전(한신 고시엔 구장), 5회초에 구보 야스토모로부터 우월 선제 2점 홈런

#### 기타
- 월간 득점 : 31득점(2013년 8월 )※구단 기록, 센트럴 리그 2위 타이 기록, 역대 4번째
- 2경기 연속 선두 타자 홈런 : 2014년 9월 10일 대 도쿄 야쿠르트 스왈로스 20차전(요코하마 스타디움) ~ 2014년 9월 11일 대 도쿄 야쿠르트 스왈로스 21차전(요코하마 스타디움) ※구단 기록 타이, 역대 31번째

### 등번호
- 63(2007년 ~ 2013년)
- 3(2014년 ~ 2020년)
- 13(2021년 ~ )

### 연도별 타격 성적
| 연 도     | 소 속         | 경 기 | 타 석 | 타 수 | 득 점 | 안 타 | 2 루 타 | 3 루 타 | 홈 런 | 루 타 | 타 점 | 도 루 | 도 루 자 | 희 생 번 | 희 생 플 | 볼 넷 | 고 4 | 사 구 | 삼 진 | 병 살 타 | 타 율 | 출 루 율 | 장 타 율 | O P S |
| --------- | ------------- | ----- | ----- | ----- | ----- | ----- | ------- | ------- | ----- | ----- | ----- | ----- | -------- | -------- | -------- | ----- | ---- | ----- | ----- | -------- | ----- | -------- | -------- | ----- |
| 2009년    | 요코하마 DeNA | 22    | 44    | 39    | 4     | 5     | 1       | 0       | 1     | 9     | 2     | 1     | 0        | 4        | 0        | 1     | 0    | 0     | 10    | 0        | .128  | .150     | .231     | .381  |
| 2010년    | 요코하마 DeNA | 5     | 4     | 4     | 0     | 0     | 0       | 0       | 0     | 0     | 0     | 0     | 1        | 0        | 0        | 0     | 0    | 0     | 3     | 0        | .000  | .000     | .000     | .000  |
| 2012년    | 요코하마 DeNA | 80    | 252   | 223   | 17    | 40    | 5       | 3       | 2     | 57    | 11    | 5     | 8        | 7        | 0        | 21    | 0    | 1     | 61    | 4        | .179  | .253     | .256     | .509  |
| 2013년    | 요코하마 DeNA | 77    | 287   | 254   | 59    | 88    | 17      | 4       | 16    | 161   | 44    | 7     | 4        | 4        | 0        | 27    | 1    | 2     | 60    | 6        | .346  | .413     | .634     | 1.047 |
| 2014년    | 요코하마 DeNA | 142   | 609   | 525   | 76    | 138   | 26      | 9       | 16    | 230   | 72    | 39    | 8        | 3        | 4        | 70    | 5    | 7     | 135   | 12       | .263  | .355     | .438     | .793  |
| 통산: 5년 | 통산: 5년     | 326   | 1196  | 1045  | 156   | 271   | 49      | 16      | 35    | 457   | 129   | 52    | 21       | 18       | 4        | 119   | 6    | 10    | 269   | 22       | .259  | .334     | .437     | .771  |

- 2014년 기준, 굵은 글씨는 시즌 최고 성적
- 요코하마(요코하마 베이스타스)는 2012년에 DeNA(요코하마 DeNA 베이스타스)로 구단명을 변경

### 연도별 수비 성적
| 연도 | 2루  | 2루  | 2루  | 2루  | 2루  | 2루    | 3루  | 3루  | 3루  | 3루  | 3루  | 3루    | 유격 | 유격 | 유격 | 유격 | 유격 | 유격   | 외야 | 외야 | 외야 | 외야 | 외야 | 외야   |
| 연도 | 경기 | 척살 | 보살 | 실책 | 병살 | 수비율 | 경기 | 척살 | 보살 | 실책 | 병살 | 수비율 | 경기 | 척살 | 보살 | 실책 | 병살 | 수비율 | 경기 | 척살 | 보살 | 실책 | 병살 | 수비율 |
| ---- | ---- | ---- | ---- | ---- | ---- | ------ | ---- | ---- | ---- | ---- | ---- | ------ | ---- | ---- | ---- | ---- | ---- | ------ | ---- | ---- | ---- | ---- | ---- | ------ |
| 2009 | 14   | 13   | 41   | 2    | 6    | .964   | -    | -    | -    | -    | -    | -      | -    | -    | -    | -    | -    | -      | -    | -    | -    | -    | -    | -      |
| 2012 | -    | -    | -    | -    | -    | -      | 1    | 1    | 1    | 0    | 0    | 1.000  | 75   | 90   | 183  | 10   | 28   | .965   | -    | -    | -    | -    | -    | -      |
| 2013 | 3    | 4    | 4    | 0    | 1    | 1.000  | 7    | 4    | 8    | 0    | 0    | 1.000  | 62   | 91   | 167  | 10   | 36   | .963   | -    | -    | -    | -    | -    | -      |
| 2014 | -    | -    | -    | -    | -    | -      | -    | -    | -    | -    | -    | -      | -    | -    | -    | -    | -    | -      | 136  | 303  | 8    | 6    | 2    | .981   |
| 통산 | 17   | 17   | 45   | 2    | 7    | .969   | 8    | 5    | 9    | 0    | 0    | 1.000  | 137  | 181  | 350  | 20   | 64   | .965   | 136  | 303  | 8    | 6    | 2    | .981   |

- 2014년 기준.